# روفات هوسينوف
روفات هوسينوف (مواليد 25 أبريل 1997) هو ملاكم أذربيجاني، مثّل بلاده في الألعاب الأولمبية الصيفية 2016.

## روابط خارجية
روفات هوسينوف على موقع اللجنة الأولمبية الدولية (الإنجليزية)
- روفات هوسينوف على موقع أوليمبيديا (الإنجليزية)